# پیشچاتس
پیشچاتس (به لهستانی:  Piszczac) یک روستا در لهستان است که در گمینا پیشچاتس واقع شده‌است. پیشچاتس ۲٬۰۸۷ نفر جمعیت دارد.